# Умников, Андрей Иванович
Андрей Иванович Умников (10 октября 1916 — 11 февраля 1989) — заместитель командира танковой роты 254-го танкового батальона 50-й танковой бригады 3-го танкового корпуса Юго-Западного фронта, старший лейтенант. Герой Советского Союза.

## Биография
Родился 27 сентября 1916 года в деревне Веселовка (ныне — в составе Юрьево Покровского района Орловской области) в крестьянской семье. Член ВКП(б)/КПСС с 1942 года. Окончил 10 классов. Работал в колхозе.
В Красной Армии с 1939 года. В мае 1941 года окончил Харьковское бронетанковое училище. В действующей армии с июня 1941 года.
Заместитель командира танковой роты 254-го танкового батальона старший лейтенант Андрей Умников особо отличился в боях 22 января — 7 февраля 1943 года за населённые пункты Белолуцк, Павловка, Константиновка Харьковской и Донецкой областей Украины. Вместе с танкистами роты офицер уничтожил восемь танков, до трёх десятков бронемашин, около двух десятков орудий, большое количество другой техники и живой силы противника.
Указом Президиума Верховного Совета СССР «О присвоении звания Героя Советского Союза начальствующему и рядовому составу Красной Армии» от 17 апреля 1943 года за «образцовое выполнение боевых заданий командования на фронте борьбы с немецкими захватчиками и проявленные при этом отвагу и геройство» удостоен звания Героя Советского Союза с вручением ордена Ленина и медали «Золотая Звезда».
После войны капитан А. И. Умников — в запасе. Жил в городе Псков. До выхода на пенсию работал старшим экономистом базы «Росторгодежда». Скончался 11 февраля 1989 года. Похоронен на Орлецовском кладбище Пскова.
Награждён орденами Ленина, Красного Знамени, Отечественной войны 1-й степени, Красной Звезды, медалями.
30 марта 2016 года на сессии Псковской городской Думы принято решение о присвоении имени Андрея Умникова новой улице в Пскове.